# Stadtmauern von Montréal

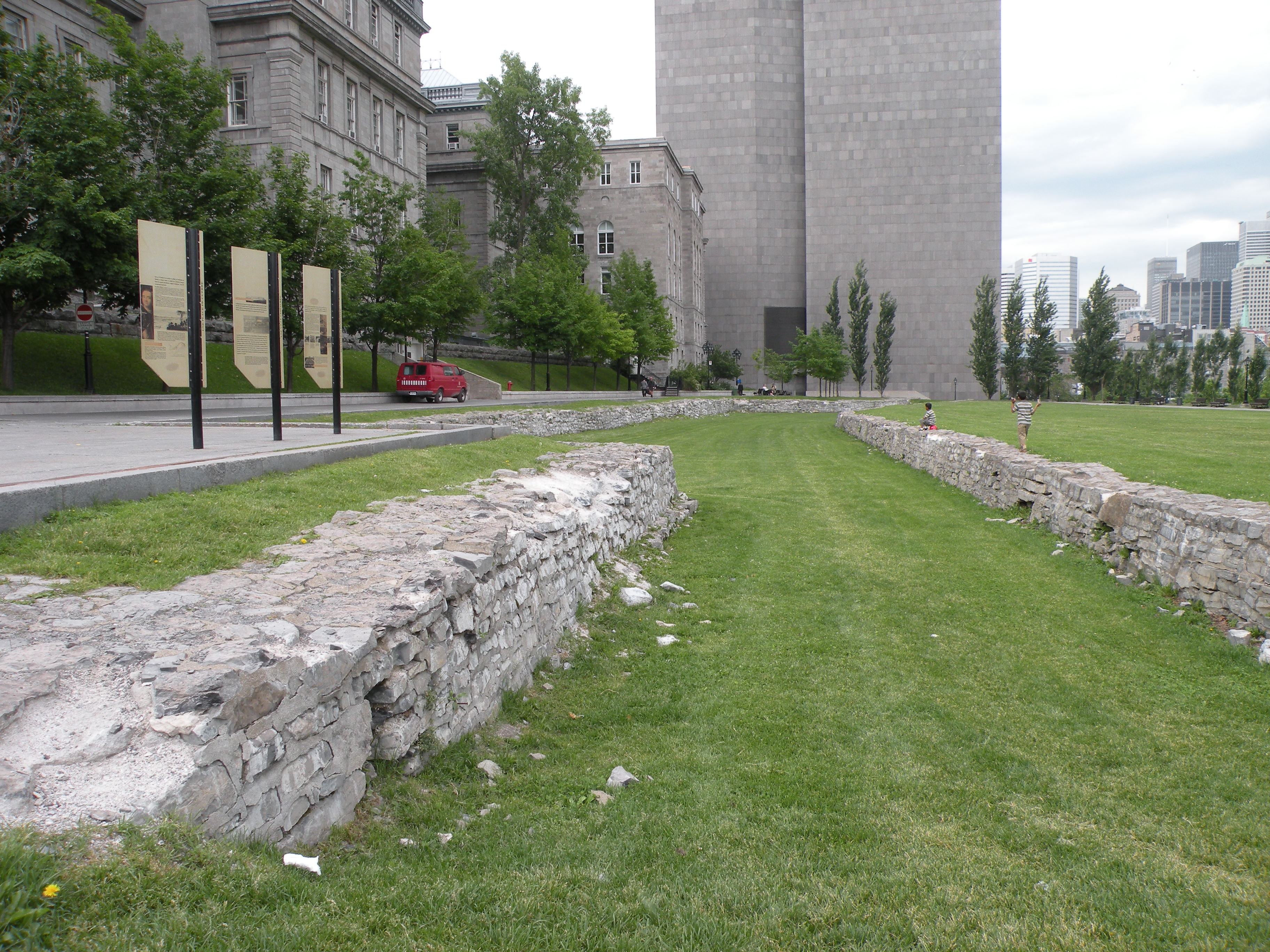
Freigelegte Überreste der Mauern von Montréal

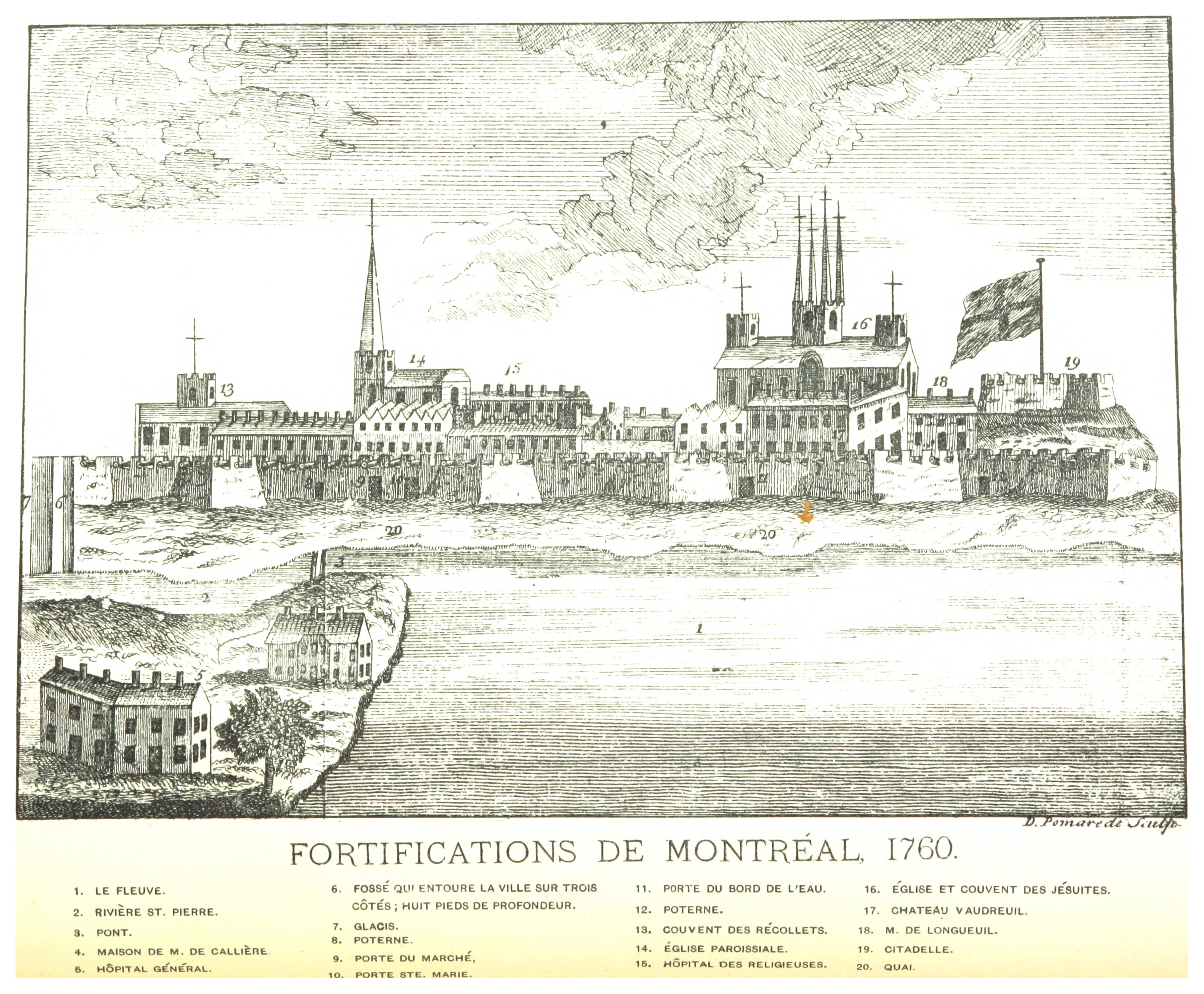
Die ummauerte Stadt um 1760

Die Stadtmauern von Montréal entstanden in der späten Phase des städtischen Festungsbaus um 1700. Sie waren etwa 3,5 km lang, dabei bis zu 6,4 m hoch und wurden zunächst 1687 bis 1689 aus Holz gebaut, 1717 bis 1738 als steinerne Stadtbefestigung.

## Baugeschichte
1713 erließ der Intendant Michel Bégon de la Picardière eine ordonnance, in der er den Bau einer steinernen Mauer anordnete. Die von Boisberthelot de Beaucours (1662–1750) vorgelegten Pläne sagten jedoch dem zuständigen Conseil de la Marine nicht zu.
Erst ab 1717 wurden die Palisaden durch eine entsprechende Befestigungsanlage nach Plänen des königlichen Ingenieurs in Neufrankreich Gaspard-Joseph Chaussegros de Léry errichtet, der 1716 in der Stadt eingetroffen war. Er leitete die Bauarbeiten bis zur Fertigstellung im Jahr 1738 bzw. 1744. De Léry stammte aus Toulon, wo er 1682 geboren wurde. Er war von 1716 bis 1756 königlicher Ingenieur. In dieser Funktion war er zugleich für die Festungsbauten in Québec, Chambly, Niagara, Saint-Frédéric und Sault-Saint-Louis (Kahnawake) zuständig. 1687 lebten rund 630 Einwohner innerhalb der Palisaden, zwei Jahre später rund 740. 1704 waren es bereits über 1.500, 1722 mehr als 2.000.

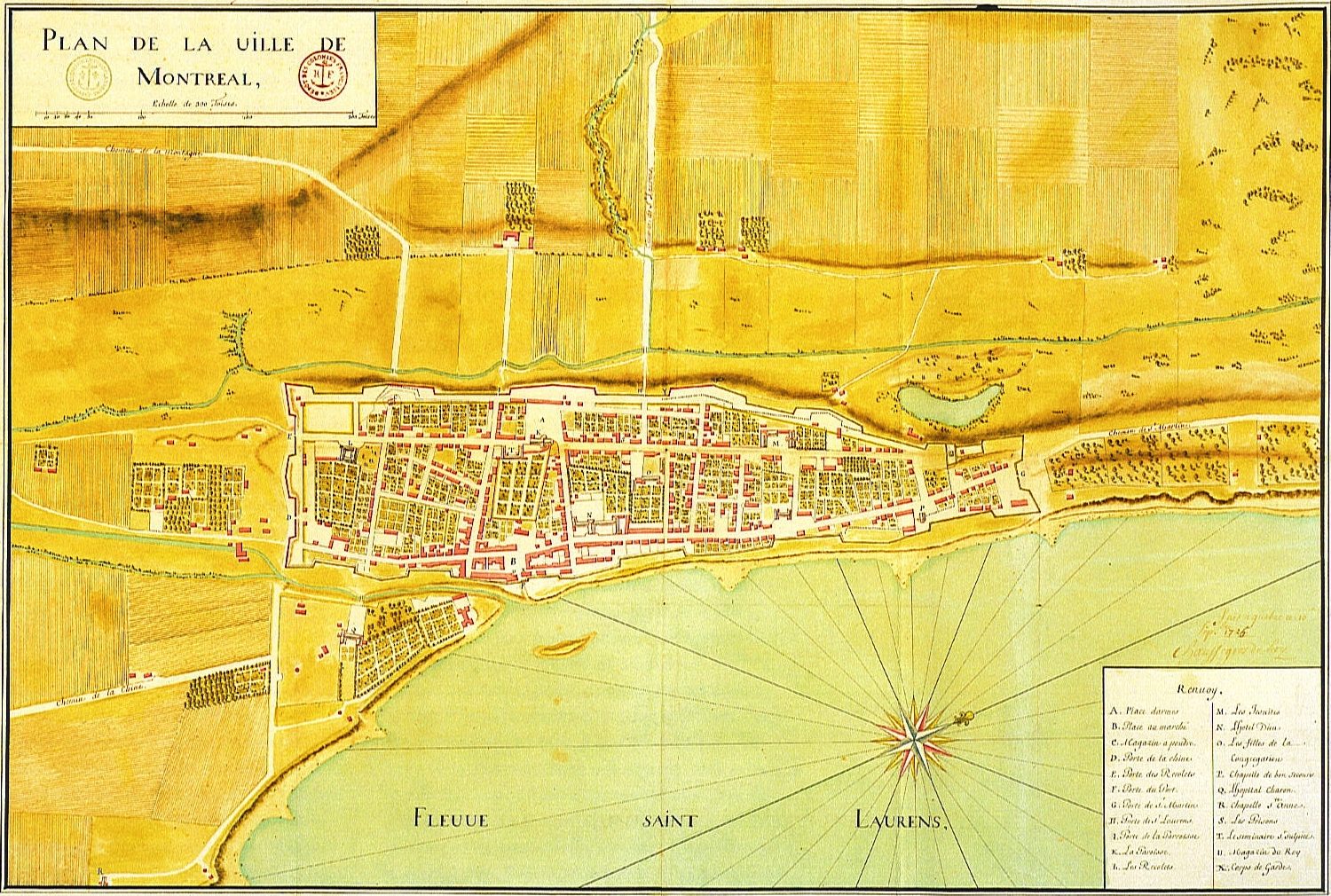
Stadtplan von Montréal, Gaspard-Joseph Chaussegros de Léry, Papier, 52×74 cm, 1725, Aix-en-Provence, Centre des Archives d'Outre-mer

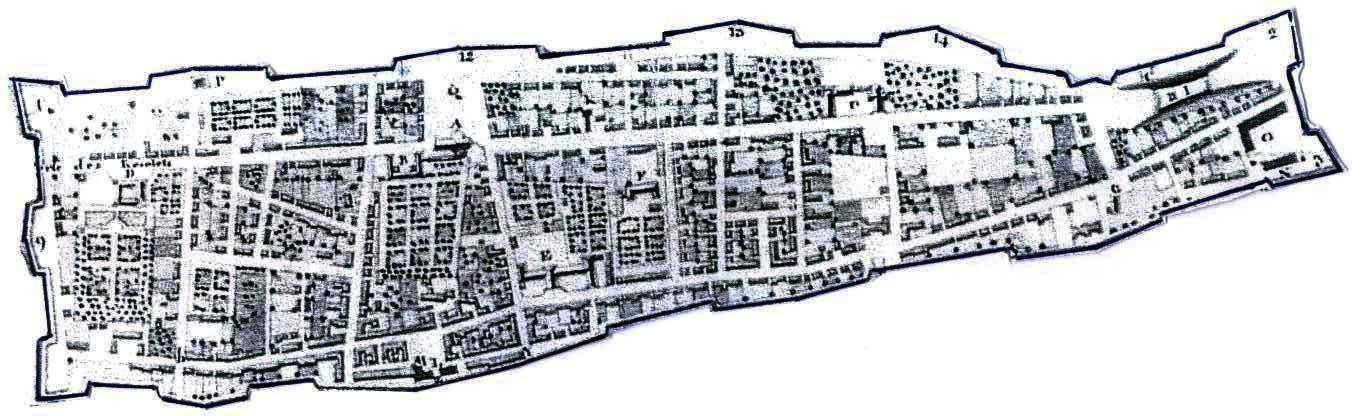
Stadtplan von Louis Franquet, 1752

Dabei wurden die inneren Mauern auf die ehemalige Escarpe gesetzt, die äußeren auf die ehemalige Contrescarpe. Die Arbeiten dauerten bis 1738 und weitere Ausbauarbeiten erfolgten 1744. Ihre Überreste finden sich entlang der Rue Berri im Osten, der Rue de la Commune im Süden, McGill im Westen und der Rue des Fortifications im Norden. Sie umfassten damit die heutige Montrealer Altstadt. Im Westen öffnete sich das Recollet-Tor, ebenso wie sich nach Norden und Osten jeweils ein Tor öffnete. Nach Süden, zum Fluss, wiesen mehrere Tore wie das Wassertor, das Markttor, das der Heiligen Maria gewidmete Tor sowie ein Kleines Tor – insgesamt acht Tore. Nach einem Stadtplan von 1752 umfasste die Mauer 14 Bastionen. Dabei bestand im Süden zum Fluss hin nur eine einfache Mauer, da von hier aus nur Angriffe von Schiffen oder Kanus aus zu befürchten waren. Auf der Landseite hingegen umfasste die Bauhöhe vom Graben bis zu den Bastionen bis zu 25 Meter und war in der Lage, auch starkem Kanonenbeschuss standzuhalten.
Allerdings stellten die Mauern, im Gegensatz zu ihren hölzernen Vorgängern, nie ihre Funktionsfähigkeit unter Beweis, denn die Stadt wurde nie belagert. 1804 bis 1817 wurden sie entsprechend einem Beschluss von 1801 abgerissen, da immer mehr Bewohner aus der ummauerten Stadt in die faubourgs zogen. Dort lebten 1805 bereits zwei Drittel der Montréaler. Überreste finden sich am Champ-de-Mars hinter dem Hôtel de Ville sowie am Eingang des Musée Pointe-à-Callière. Weitere Bruchstücke fanden sich beim Restaurant Les Remparts in der Rue de la Commune. Im Champ-de-Mars wurden 250 Meter freigelegt, die sich zwischen der Bastille de Saint-Laurent im Westen und der der Jésuites im Osten befanden. Auf der Place Jacques-Cartier wurden im Bodenbelag die Konturen der Befestigung sichtbar gemacht.

## Britische Anlage
Die einzige Militäranlage, die die Briten bauten, entstand 1820 auf der Île Sainte-Hélène, die den Hafen schützte. Sie war Teil einer Kette von Befestigungsanlagen, die London bauen ließ, um amerikanischen Angriffen entgegentreten zu können. So erwarb man 1818 die Insel von der Familie Lemoyne. Den Bau der Festungsanlagen, die 1824 fertiggestellt wurden, leitete Elias Walker Durnford. Die Anlage bot neben Kasernen Platz für bis zu 274 Soldaten, ein Waffen-, ein Munitions- und ein Pulverlager. Die Insel, umgeben von Stromschnellen (Rapides de Sainte-Marie) war bis 1870 bemannt. Unweit der Kasernen hatte man schon 1762 erstmals Befestigungen vorgenommen, und 1807 hatte man dort zwei Wachtposten eingerichtet. Während der Cholera-Epidemie von 1830 diente die Festungsanlage als Lazarett. Seit 1845 bestand dort ein Militärgefängnis für den gesamten Osten des Landes.

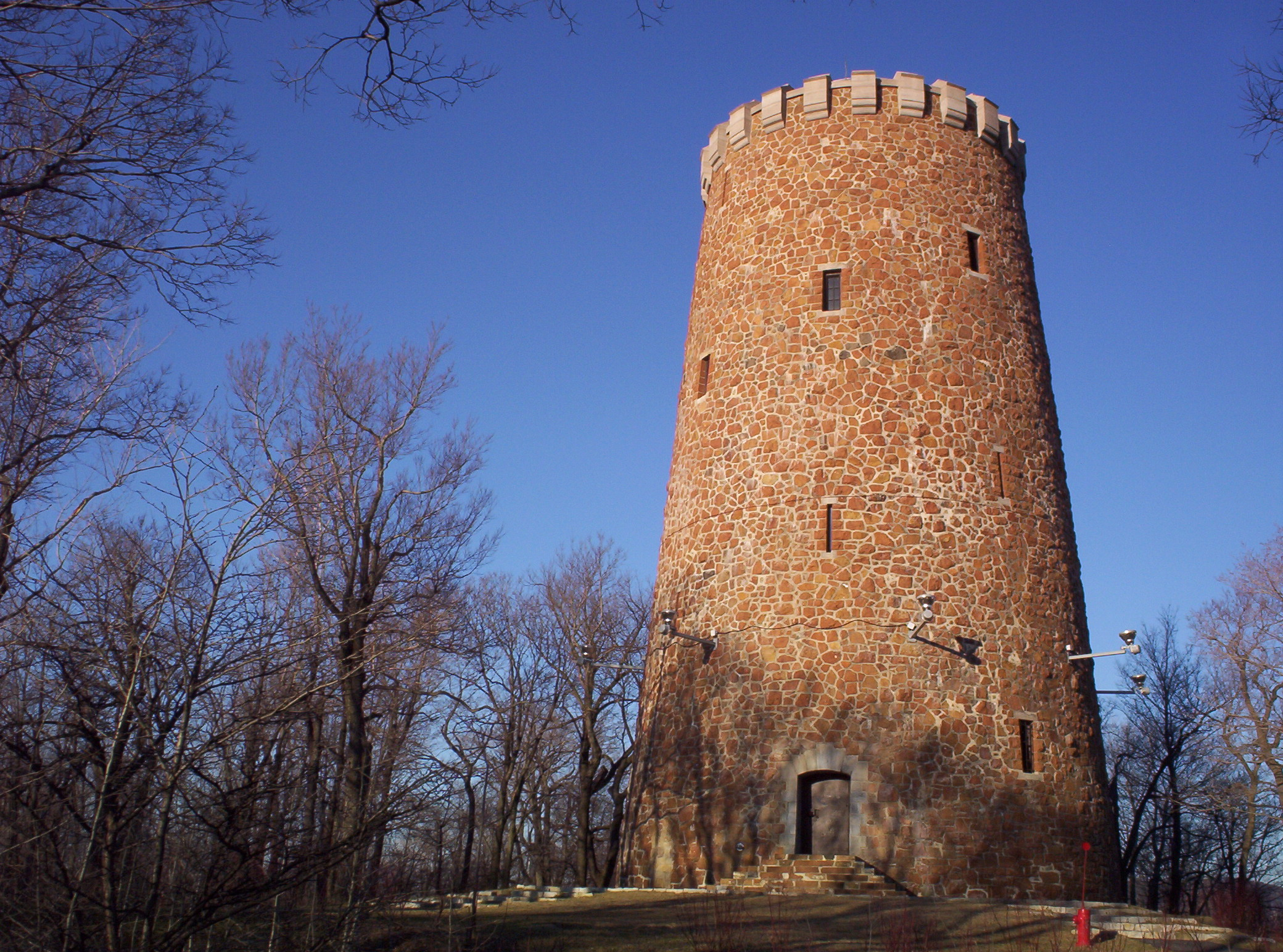
Der 1936 errichtete Lévis-Turm erweckt nur den Eindruck, Teil der Militäranlagen zu sein, doch handelt es sich um einen Wasserturm.

1905 wurde aus der seit mehr als drei Jahrzehnten ungenutzten Festung ein städtischer Park, doch noch im Ersten Weltkrieg nutzte man sie wieder als Munitionslager. Im Zweiten Weltkrieg diente die Insel vom 3. Juli 1940 bis November 1943 als Gefangenenlager, in dem rund 250 Italiener festgehalten wurden. 1955 nutzte die Société historique du Lac St-Louis die Räume für eine Ausstellung; daraus entwickelte sich das Musée militaire et maritime de Montréal, bekannter unter dem Namen Musée Stewart. Eines der Gebäude, das sogenannte blockhaus, brannte 1997 ab. Eines der Gebäude auf der Insel, die keinen militärischen Charakter haben, ist der Wasserturm, der Tour de Lévis, der 1936–37 für eine Kapazität von 4.500 Hektoliter Wasser geschaffen wurde.